# ثيورا
ثيورا هي صيغة حرة لضغط الفيديو بخسارة التي طورتها مؤسسة Xiph.Org ووزعتها دون رسوم ترخيص بجانب مشاريعها الحرة والمقتوحة الأخرى المتعلقة بالوسائط المتعددة بما في ذلك الصيغة الصوتية فربس والحاوي أو جي جي.
ليب ثيورا هو مرجع تطبيقي لصيغة الملفات الضاغطة للفيديو ثيورا والذي تطوره مؤسسة Xiph.Org.
وقد اشتقت ثيورا من ضاغط الفيديو في بي 3 المملوك وقد أنتجته شركة التقنيات On2 وأصدرته للملك العام. وهو بوجه عام يكافئ إم بي إي جي 4 الجزء الثاني في التصميم وكفاءة معدل البت. وكذلك يكافئ النسخ المبكرة من دبليو إم في (Windows Media Video) وآر إم (RealVideo) بينما يفتقر إلى بعض المميزات التي تقدمها بعض الترميزات الأخرى. وتكافئ هذه الصيغة -في فلسفة المعايير المفتوحة- الترميز دايراك بي بي سي.
وقد سميت ثيورا على اسم ثيورا جونز المراقب العام لإيديسون كارتر في سلسة البرامج التليفزيونية «ماكس هيدرووم».

## وصلات خارجية
- الموقع الرسمي